# Viellard-Migeon et Cie
Viellard Migeon et Cie est une entreprise française qui fabrique des articles en acier, en particulier pour les pêcheurs. Fondée en 1676, détenue et dirigée par la famille Viellard depuis plus de 200 ans et encore en activité, sa longévité lui permet de faire partie de l'association des Hénokiens.
Elle a le statut de société holding.

## Historique
En 1679, Nicolas Viellard prend la direction de la première fonderie. Au début du XIXe siècle, la famille développe ensuite la fabrication du fil d'acier pour l'industrie de la boulonnerie. Au début du XXe siècle, elle s'oriente vers la fabrication des produits finis à base d'acier, en particulier des articles de quincaillerie, telle que, en 1910, la fabrication d'hameçons.

## Métiers
Elle fabrique des produits finis à base d'acier et autres alliages, tels que des vis ou des emballages. Elle est réputée mondialement pour ses articles de pêche à la ligne.

## Organisation
Viellard Migeon et Cie est organisée en une holding qui détient partiellement les entreprises LISI, FSH, Rapala, VMC Pêche et Waterqueen. Chaque entreprise exerce un métier spécifique mais les techniques employées sont partagées par l'ensemble d'entre elles.